# Albert André

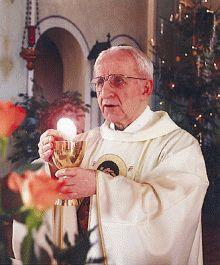
Albert André

Albert André (* 19. Januar 1930 in Schwalbach-Hülzweiler; † 16. April 2014 in Piesbach) war ein römisch-katholischer Priester, Präses des III. Ordens der Heiligsten Dreifaltigkeit, Regionaldekan sowie Träger des päpstlichen Ehrentitels „Kaplan Seiner Heiligkeit“.

## Leben
André studierte bis 1956 Katholische Theologie und Philosophie am bischöflichen Priesterseminar in Trier sowie in Innsbruck. Nach Abschluss des Studiums empfing er  die Priesterweihe durch den damaligen Bischof von Trier, Matthias Wehr. In den ersten Jahren danach übte André seinen Dienst als Kaplan in Mayen und Trier aus, bevor er zum Pfarrer einer Pfarrgemeinde in Sulzbach/Saar ernannt wurde.
Auf Wunsch des damaligen Bischofs Bernhard Stein wurde André 1971 als Dechant von Trier eingesetzt. Im Jahre 1980 wurde André durch Bischof Bernhard Stein im Trierer Dom in das Amt des Regionaldekans der Region Saar-Hochwald mit Sitz in Dillingen/Saar eingeführt. Von diesem Zeitpunkt an übernahm André ebenfalls die Führung des Caritasverbandes Trier. Einige Monate später wurde er zum Präses des III. Ordens der Heiligsten Dreifaltigkeit berufen. Von den damit verbundenen Verpflichtungen wurde er 1999 emeritiert. Papst Benedikt XVI. verlieh ihm im Jahr 2006 den Titel Kaplan Seiner Heiligkeit. Er lebte im saarländischen Piesbach, dessen Pfarrei St. Johannes der Täufer er mehrere Jahrzehnte während und nach seiner Tätigkeit als Regionaldekan betreute. Albert André starb am 16. April 2014 im Alter von 84 Jahren in Piesbach. Zu seinem zweiten Todestag am 16. April 2016 sendete der Saarländische Rundfunk einen Nachruf.